# Liste des communes françaises de Seine-et-Marne ayant changé de nom au cours de la Révolution
Pour un article plus général, voir Liste des communes françaises ayant changé de nom au cours de la Révolution.
Cet article présente la liste des communes françaises de Seine-et-Marne ayant changé de nom au cours de la Révolution.

## Seine-et-Marne
Les noms des communes qui ont conservé leur nom révolutionnaire sont surlignés en bleu ciel.
| Commune                                                | Nom révolutionnaire          | Notice Ehess-Cassini |
| ------------------------------------------------------ | ---------------------------- | -------------------- |
| Bellot                                                 | Bellot-la-Montagne           | no 3585              |
| Bois-le-Roi                                            | Bois-la-Nation               | no 4622              |
| Boissise-le-Roi                                        | Boissise-la-Nation           | no 4730              |
| Brie-Comte-Robert                                      | Brie-la-Ville                | no 5920              |
| Brie-Comte-Robert                                      | Brie-Libre                   | no 5920              |
| Brie-Comte-Robert                                      | Brie-sur-Hières              | no 5920              |
| Bussy-Saint-Martin                                     | Montagne                     | no 6415              |
| Champdeuil                                             | Champlibre                   | no 7903              |
| Chapelle-Gauthier (La)                                 | La Chapelle-en-Brie          | no 8252              |
| Chapelle-la-Reine (La)                                 | La Chapelle-l'Égalité        | no 8162              |
| Chapelle-la-Reine (La)                                 | La Chapelle-Sainte-Geneviève | no 8162              |
| Chapelles-Bourbon (Les)                                | Les Chapelles-l'Union        | no 8355              |
| Condé-Sainte-Libiaire                                  | Condé-sur-Morin              | no 10093             |
| Dammarie-les-Lys                                       | Dammarie-les-Fontaines       | no 11514             |
| Évry-les-Châteaux (réunie à Évry-Grégy-sur-Yerre)      | Évry-la-Montagne             | no 13360             |
| Faremoutiers                                           | Mont-l'Égalité               | no 13497             |
| Ferté-Gaucher (La)                                     | La Ferté-sur-Morin           | no 13767             |
| Ferté-sous-Jouarre (La)                                | La Ferté-sur-Marne           | no 13774             |
| Fontainebleau                                          | Fontaine-la-Montagne         | no 14166             |
| Fontainebleau                                          | Fontaine-le-Vallon           | no 14166             |
| Germigny-l'Évêque                                      | Germigny-sur-Marne           | no 15385             |
| Guignes-Rabutin ou Guignes-la-Putain (devenue Guignes) | Guignes-Libre                | no 16409             |
| Jouarre                                                | Jouarre-la-Montagne          | no 17910             |
| Mauperthuis                                            | Mont-Aubetin                 | no 21628             |
| Moissy-Cramayel                                        | Moissy-la-Plaine             | no 22700             |
| Montdauphin                                            | Mont-Peletier                | no 23283             |
| Mormant                                                | Mormant-l'Égalité            | no 24013             |
| Ozoir-la-Ferrière                                      | Ozoir-la-Raison              | no 26005             |
| Roissy (devenue Roissy-en-Brie)                        | Roissy-les-Friches           | no 29479             |
| Rozoy-en-Brie (devenue Rozay-en-Brie)                  | Rozoy-l'Unité                | no 29975             |
| Saint-Augustin                                         | Mont-l'Unité                 | no 30580             |
| Saint-Barthélemy                                       | Barthélemy-Préhaut           | no 30628             |
| Saint-Brice                                            | Fontenay-Brice               | no 30782             |
| Saint-Cyr-sur-Morin                                    | La Fraternité                | no 31084             |
| Saint-Denis-lès-Rebais                                 | Mont-Libre                   | no 31133             |
| Saint-Germain-Laval                                    | Gardeloup-sur-Seine          | no 32001             |
| Saint-Germain-sous-Doue                                | Bellefontaine                | no 32010             |
| Saint-Léger                                            | Léger-lès-Rebais             | no 32899             |
| Saint-Mars (réunie à Saint-Mars-Vieux-Maisons)         | Libreval                     | no 33178             |
| Saint-Martin-des-Champs                                | Montagne-sur-Morin           | no 33363             |
| Saint-Ouen-sur-Morin                                   | Bon-Accord                   | no 33839             |
| Saint-Port                                             | Seine-Port                   | no 35871             |
| Saint-Rémy-la-Vanne                                    | Vaux-de-la-Vanne             | no 34411             |
| Saint-Siméon                                           | Union                        | no 34679             |
| Saint-Thibault-des-Vignes                              | La Côte-des-Vignes           | no 34817             |
| Savigny-le-Temple                                      | Savigny-le-Port              | no 35702             |
| Savigny-le-Temple                                      | Savigny-sur-Balory           | no 35702             |
| Tournan (devenue Tournan-en-Brie)                      | Tournan-l'Union              | no 37864             |
| Villeneuve-le-Comte                                    | Villeneuve-le-Peuple         | no 40357             |
| Villeneuve-le-Comte                                    | Villeneuve-les-Bordes        | no 40357             |
| Villeneuve-Saint-Denis                                 | Villeneuve-Franciade         | no 40370             |
| Villeneuve-Saint-Denis                                 | Villeneuve-l'Union           | no 40370             |